# Марта Вашингтон
Марта Вашингтон (рођена Дендриџ; 13. јун 1731 – 22. мај 1802) је била супруга Џорџа Вашингтона, првог председника Сједињених Америчких Држава. Иако на крају 18. века та титула није постојала, Марта Вашингтон је била прва "Прва дама" Сједињених Америчких Држава. Током живота често су је звали "Леди Вашингтон".
Рођена је 1731. године у породици плантажера Џона Дендриџа. Најпре се 1750. године удала за Данијела Паркеа Кустиса, са којим је имала четворо деце. Остала је удовица са 25 година. Двоје деце Кустиса није умрло у младости. Из првог брака Марта је наследила велико богатство, које је касније њен други супруг Џорџ Вашингтон користио ради проширења свог личног имања. Марта и Џорџ нису имали деце, те су водили бригу о Мартиној деци из првог брака. Умрла је 1802. године.

## Породица, детињство и младост
Марта Дендриџ је рођена 13. јуна 1731. године на плантажи својих родитеља Честнут Гров, тада британска колонија, провинција Вирџинија. Била је најстарија ћерка Џона Дендриџа (1700-1756), плантажења из Вирџиније и досељеника из Енглеске, и његове супруге Францис Џонс (1710-1785), родом из Америке, енглеског, велшког и француског порекла. Марта је имала три брата и четири сестре: Џон (1733—1749), Вилијам (1734—1776), Бартоломеј (1737—1785), Ана Марија Басет (1739—1777), Францис Дендриџ (1744-1757), Елизабет Хенли (1749—1800) и Мери Дендриџ (1756-1763). Марта је можда имала и нелегитимну полусестру, Ану Дендриџ Костин (година рођења и смрти непозната), која се родила као робиња. Костинова поробљена мајка била је афричког и чирокијског порекла, а веровало се да је њен отац био Џон Дендриџ. Мартин отац је такође могао бити отац ванбрачног полубрата Марте, по имену Ралф Дендриџ (година рођења и смрти непознате), који је највероватније био белац.

## Први брак
Марта се 15. маја 1750. године, у животној доби од 18 година, удала за Данијела Паркеа Кустиса, богатог плантажера, две деценије старијег. Тада се преселила у своју резиденцију, плантажа Бела Кућа, која се налазила на јужној обали реке Памункеи, неколико километара узбрдо од Честнут Грова. Марта и Данијел имали су четворо деце: Данијел, Францис, Џон и Марта. Данијел (19. новембар 1751. - 19. фебруар 1754.) и Францис (12. април 1753. - 1. април 1757.) су умрли у детињству. Осталих двоје деце, Џон (Џеки) Парке Кустис (27. новембар 1754. - 5. новембар 1781.) и Марта Парке Кустис (1756—19. јун 1773), доживели су пунолетство. Смрт њеног супруга 1757. године оставила је Марту као богату младу удовицу, у животној доби од 25 година, са независном контролом над наслеђем своје малолетне деце. Све у свему, у наследство јој је први муж оставио око 17.500 хектара земље и 300 робова, као и велике количине новца и улагања. Према њеном биографу, Марта је била "способна управљати над пет плантажа које су јој остале када јој је умро први супруг, преговарајући са лондонским трговцима о најповољнијим ценама дувана".

## Други брак
Марта Кертис и Џорџ Вашингтон венчали су се 6. јануара 1759. године на плантажи Бела Кућа. Обоје су тада имали око 27 година. Као човек који је поседовао имање у овој области, Вашингтон је вероватно познавао и Марту и Данијела Кустиса неко време пре Данијелове смрти. Током марта 1758. године двапут је посетио Белу кућу. Други пут је дошао са предлозима о браку или обећањем да ће размислити о Мартином предлогу. У то време је са Мартом о браку преговарао и плантажер Чарлс Картер, који је био и богатији од Вашингтона.
Венчање је било грандиозно. Одело Џорџа Вашингтона било је од плаве и сребрне тканине, са црвеним украсима и златним копчама на колену. Невеста је носила љубичасте свилене ципеле са шиљастим копчама, које су изложене на Моунт Вернону. Пар се венчао на плантажи Бела кућа, која је припадала породици Кустос, неколико недеља пре него што је постављена кућа на вашингтоновом имању у Моунт Вернону. Марта и Вашингтон су изгледа имали добар брак. Нису имали деце заједно, али су одгајали двоје деце, које је Марта родила у претходном браку. Ћерка Марта "Петси" умрла је 1773. године, када је имала 16 година. Умрла је од епилептичног напада. Џон Парке Кустис напустио је "Краљевски колеџ", јер је био лош студент. Оженио се Елеонором Калверт фебруара 1774. године.
Џон је служио као цивилни помоћник Џорџу Вашингтону приликом опсаде Јорктауна 1781. године, за време Америчког рата за независност. Тада је умро од "логорске грознице" (вероватно од епидемије тифуса). Након његове смрти, Вашингтонови су одгајали двоје Мартиних унука, децу Џона Кустиса: Елеонор Парке Кустис (31. март 1779. - 15. јул 1852.) и Џорџ Вашингтон Парке Кустис (30. април 1781. - 10. октобар 1857.). Две старије девојке остале су са мајком. Вашингтонови су такође пружили личну финансијску подршку нећакама, нећацима и другим члановима породице Дендриџ и Вашингтон.
Задовољна приватним животом у Моунт Вернону и у свом дому на Кустисовом имању, Марта Вашингтон је правила свог супруга у његовим зимским логорима током сваке од осам година рата. Помагала је у одржавању морала међу официрима.

## У кампу Вали Форџ
По традицији, Џорџ Вашингтон је проводио зимске дане у логорима, током Америчког рата за независност, посећујући војнике у својим колибама. Госпођа Вашингтон придруживала се свом супругу у зимским логорима континенталне војске. Пре почетку револуције, она се држала близу куће. Потом је путовала хиљадама километара да би била са супругом. Француски генерал Маркиз де Лафајет је приметио да Марта "лудо воли свог супруга". Континентална војска настанила се у Вали Форџу, трећем од осам зимских логора Револуције, 19. децембра 1777. године. Марта Вашингтон је десет дана путовала и прешла стотине километара, да би се придружила своме супругу у Пенсилванији. Примарни извори револуционарног периода говоре о њеној активности у логору.
Марта Вашингтон је преузела своју добро познату улогу домаћице у кампу. Елизабет Дринкер је 6. априла са три пријатељице стигла у Вали Форџ како би од Вашингтона тражила да ослободи њихове мужеве из затвора. Они су били квекери и одбили су да положе заклетву на верност САД. Будући да заповедник није био доступан, жене су посетиле Марту Вашингтон. Марта је вечерала са Елизабет Дринкер. Марта Вашингтон се такође дружила са супругама високих официра у Вали Форџу. Годинама касније, Пјер Д’Понке, помоћник барона фон Стејбена, говорио је да би се у вечерњим часовима супруге официра састајале у соби за разговор. Током оваквих вечери, свака присутна дама и господин били су позвани да отпевају песму, док су пили чај или кафу. Током ових дружења у Вали Форџу, није било играња карата, а игре на срећу биле су забрањене од самог Вашингтона.
Чарлс Вилсон Пил је насликао минијатуру Вашингтона, за коју је наплатио уобичајених 56 долара, и поклонио ју је Марти. Такође је те зиме насликао портрете 50 војних официра и њихових супруга. Марта Вашингтон је учествовала у прослави од 6. маја у Вали Форџу, поводом свечане објаве француско-америчке алијансе. Пет дана касније, 11. маја 1778. године, Марта и Џорџ су присуствовали извођењу драме Џозефа Адисона "Катон", која је била омиљена представа будућег првог америчког председника. Представа је била изведена "за веома бројну и сјајну публику", коју су чинили многи официри и њихове жене.

## Прва дама
Након рата, Марта је подржала одлуку свога мужа да постане први председник новоформираних Сједињених Америчких Држава. Једном када је Џорџ Вашингтон преузео ту функцију, Марта је постала "Прва дама". Термин је ушао у употребу касније, те Марта током свог живота није носила никакву функцију. Она је била домаћин многих државних послова у Њујорку и Филаделфији, када су оне биле привремене престонице. Уметник Џон Трумбул поклонио јој је јула 1790. године портрет генерала Џорџа Вашингтона. Портрет је био изложен у њиховој кући на планини Вернон у Новој соби.

### Каснији живот
Мартин отац није био сиромашан. Поседовао је 15 до 20 робова. Међутим, Мартин први супруг Данијел Парке Кустис поседовао је готово три стотине робова, што га је чинило једним од највећих робовласника и најбогатијих људи у колонији Вирџинији. Комплетно имање Кустиса обухватало је плантаже и фарме, укупне површине од око 27 km² и 285 поробљених мушкараца, заједно са женама и децом везаних за та имања. Након смрти Данијела Кустиса, који није оставио тестамент, закон је одређивао да имање наследи његов најстарији мушки син, Џон (Џеки) Парке Кустис, који је у то време био малолетан. Марта је добила удео који је припадао удовици и користила га је током читавог живота. Овај удео обухватао је трећину имања. Након њене смрти, поседи су требали бити распоређени међу преживелим наследницима Кустиса.
Након брака са Мартом (1759), Вашингтон је постао управитељ имања Кустиса, под судским надзором. У време свог другог брака, Марта је поседовала преко 80 робова. Такође је контролисала имање своје малолетне деце. Евиденција о некретнинама овог имања показује да је Марта Вашингтон наставила да управља плаћеним особљем, да набавља залихе и доноси бројне друге одлуке. Иако су Вашингтонови имали менаџерску контролу над читавим имањем, њима је по закону припадала само трећина имања, која је следила Марти као удовици. Остатак прихода требао се чувати за Џекија Кустиса, када напуни 21 годину.
Вашингтон је користио богатство своје супруге за куповину земље и робова. Он је 1757. године више него удвостручио величину Моунт Вернона (са 10,7 km2 (2.600 acres) на 33,39 km2 (8.250 acres). По закону, Марта и Џорџ нису имали право да продају земљу или робове који су припадали Мартином сину. Након што је Џеки умро у време Америчке револуције, робови су прешли под власт његовог сина, Џорџа Вашингтона Кустиса, који је у то време био малолетан. Често су били склапани и бракови између робова са Мартиног и робова са Џорџовог имања. Тако су стваране породице робова.
Седам од девет робова које је председнк Вашингтон довео у Филаделфију (национална престоница од 1790. до 1800. године), за рад у Председничком дому, били су Мартини робови. Пенсилванија је 1780. године усвојила закон о постепеном укидању ропства, према коме је не-званичницима било дозвољено да држе робове само шест месеци. После тог датума морали су им дати слободу. Будући да је Вашингтон био одговоран за управу над Кустисовим имањем, он је прикривао робове преко рока од шест месеци, како би избегао да их ослободи.
Вашингтонов роб Херкулес, који је радио као главни кувар у Председничкој кући (Филаделфија), пре него што је 1796. године враћен у Моунт Вернон, побегао је одатле 22. фебруара 1797. године. Знало се да је путовао у Филаделфију, а до децембра 1801. године је живео у Њујорку. Његова шестогодишња ћерка, која је и даље остала као робиња на планини Вернон, рекла је једном посетиоцу да јој је драго што јој је отац слободан. У свом тестаменту, од јула 1790. године, написаном годину дана након што је постао председник САД (април 1789) и девет година пре смрти децембра 1799. године, Џорџ Вашингтон је оставио упутства за ослобађање свих робова које је поседовао, након смрти Марте Вашингтон. Око 318 робова на планини Вернон је 1799. године припадало Џорџу Вашингтону.
У складу са државним законом, Вашингтон је у својој последњој вољи одредио да ће старији робови или они који су превише болесни да би радили добити новчану подршку. Деца без родитеља или она чија је породица била превише сиромашна, требала су добити образовање, научити читање, писање и основама трговине, након чега би, у животној доби од 25 година, били ослобођени. Робови су, по Мартиној жељи, добили слободу нешто више од годину дана након Џорџове смрти, 1. јануара 1801. године. Само неколико недеља раније, у децембру 1800. године, Абигејл Адамс, супруга другог председника, посетила је планину Вернон и забележила следеће: "Многи од ослобођених робова венчали су се са онима који су и даље живели на Мартином имању, тако да су сви напустили своје породице".
Мартино здравље пропадало је постепено након смрти њеног супруга. Две и по године након смрти Џорџа Вашингтона, Марта је умрла 22. маја 1802. године, у доби од 70 година. Њено тело пренето је у гробницу Џорџа Вашингтона на Моунт Вернону. Тела брачног пара пренета су 1831. године из старе гробнице у сличну гробницу унутар садашњег поседа Моунт Вернон. Марта током свог живота није ослободила ниједног свог роба. Робови су након њене смрти подељени између њених четворо унучади.
- Марта Вашингтон као млада.
- Елизабет Фразер Ендру, портрет из 1878.
- Мартин саркофаг (лево) на гробљу у Моунт Вернону.
- Породица Марта Вашингтон, Едвард Севиџ, насликана између 1789. и 1796. године. Приказује (с лева на десно): Џорџ Вашингтон Кустис, Џорџ Вашингтон, Елеонор Парке Кустис, Марта и слуге робови.
- Данијел Хунгтингтон, Леди Вашингтон.

## Посвете
У част Марте Вашингтон назван је ратни брод УСС Леди Вашингтон. Био је то први амерички брод назван у част жене и први брод назван по особи која је још увек била жива. Бојни брод УСС Марта Вашингтон био је један од ратних бродова САД током Првог светског рата. Првобитно је служио као прекоокеански брод на релацији Америка-Аустрија. Прва поштанска марка посвећена Американки одавала је почаст управо Марти Вашингтон. Издата је као серија марки 1902. године. Коштала је 8 центи, а штампана је црним мастилом. Друга марка посвећена Марти Вашингтон објављена је 1923. године, а трећа 1938. године. Марта Вашингтон је једина жена (поред персонификација Правде, Слободе и др.) која је приказана на новчаницама САД. Њен портрет осликаван је на Сребрној потврди између 1886. и 1891. године. Марта и Џорџ Вашингтон приказани су заједно на полеђини Сребрне потврде из 1896. године.
Колеџ за жене "Марта Вашингтон" основан је у Абингтону у Вирџинији 1860. године. Он је 1918. године спојен са Колеџом "Емори и Хенри", а 1931. године је Колеџ Марта Вашингтон престао да функционише као засебна целина, потпуно се спојивши са Колеџом Емори и Хенри. Данас главна зграда Колеџа служи као хотел. Такође је постојао и "Марта Вашингтон семинар", виша школа за жене у Вашингтону. Основана је 1905. године, а престала је са радом 1949. године.

### Марке
|  |  |  |

### Папирни новац
- Martha Washington on U.S. paper currency
- Сребрна потврда из 1886.
- Сребрна потврда из 1896.

### Ковани новац
- Martha Washington on U.S. coin currency
- Реверс
- Аверс (бронзани примерак)